# Pfefferküste

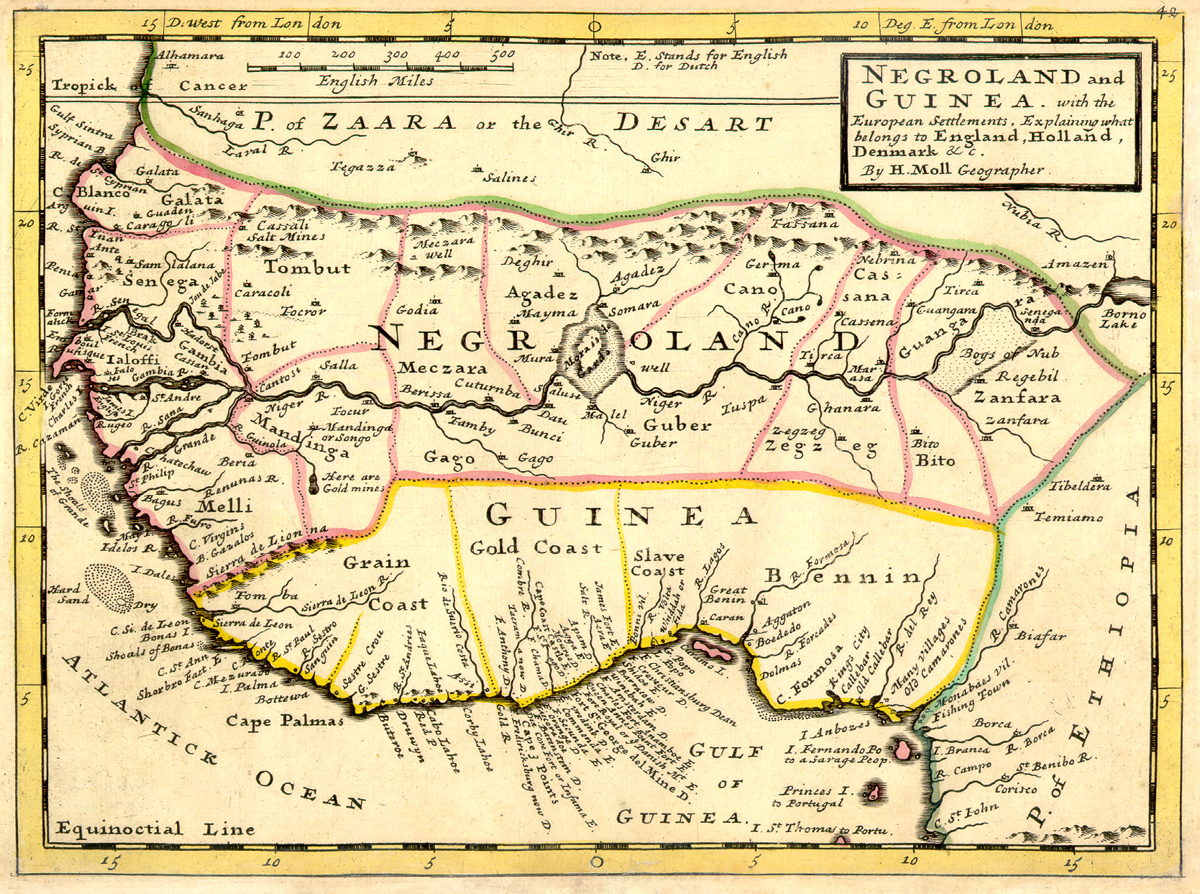
Karte von 1729 mit Bezeichnung Grain Coast

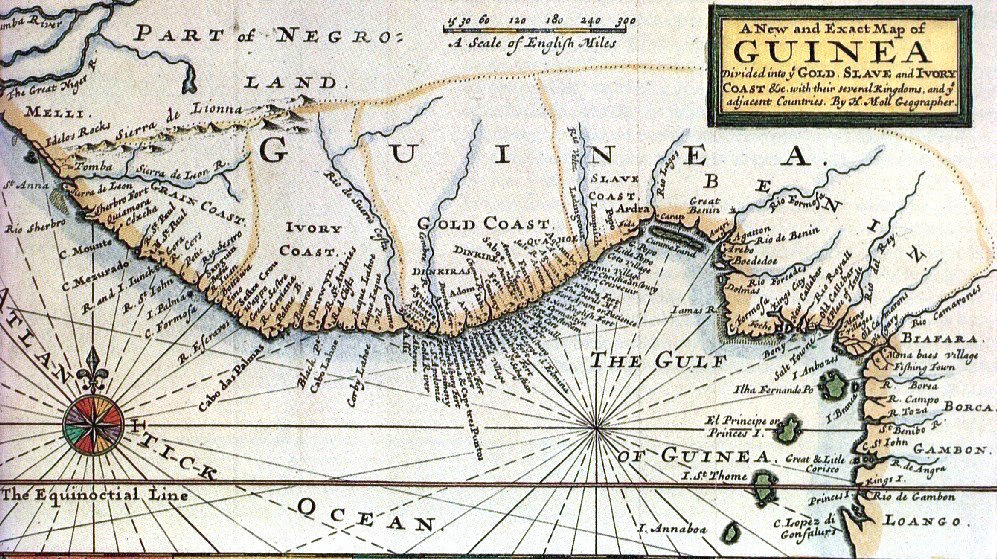
Karte von 1725 mit der Bezeichnung Grain Coast

Pfefferküste (englisch Pepper Coast, häufig auch Grain Coast für „Kornküste“ oder Rice Coast für „Reisküste“) ist die historische Bezeichnung eines Küstengebietes in Westafrika und umfasst die Küste der heutigen Staaten Liberia und Sierra Leone, zudem einigen Quellen nach Teile des Senegal. Sie war für die Sklaverei in Westafrika bekannt.

## Namensherkunft
Ihren Namen erhielt die Küste vom dort wachsenden Paradieskörner, auch Guineapfeffer, aber auch Malagettapfeffer oder Meleguetapfeffer genannt – einer Ingwerart, die in früheren Zeiten in Europa als Ersatz für den teuren Pfeffer genutzt wurde. Daher wurde die Küste auch Malaguettaküste genannt. Im Englischen werden diese Paradieskörner auch „Grain of Paradise“ genannt, woher der Name Graincoast abgeleitet werden kann. Das Gebiet war zudem für den Anbau von Reis bekannt.
An die Pfefferküste schloss sich im europäischen Sprachgebrauch der Entdeckungs- bzw. Kolonialzeit die Elfenbeinküste, die Goldküste und die Sklavenküste an. Damit war die gesamte Guineaküste nach den Produkten benannt, die für die europäischen Händler dort von Interesse waren.
Eine häufig zu findende Bezeichnung für diesen Küstenabschnitt ist auch Windwards Coast („Küste des Gegenwindes“).